# Chế độ ăn lành mạnh

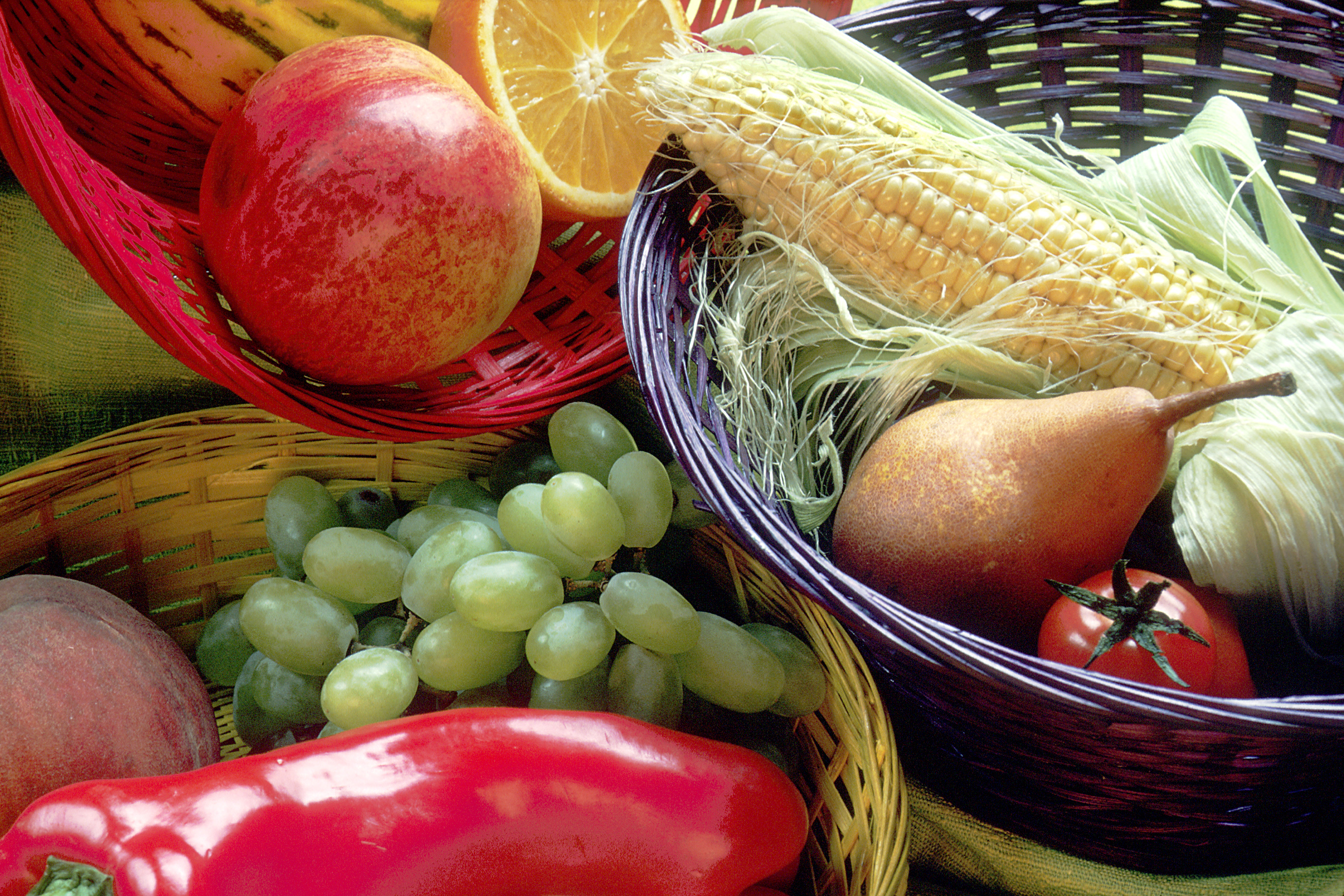
Nguyên liệu bữa ăn từ các loại thực vật, rau, củ, quả cấu thành một chế độ ăn uống lành mạnh

Chế độ ăn lành mạnh (Healthy diet) là một chế độ ăn được đặc trưng bởi thành phần các loại thực phẩm lành mạnh (Healthy food), đây là một chế độ ăn uống giúp duy trì hoặc cải thiện sức khỏe tổng quát. Một chế độ ăn uống lành mạnh cung cấp cho cơ thể những chất dinh dưỡng thiết yếu như chất lỏng, chất dinh dưỡng, vi chất dinh dưỡng và lượng calo đầy đủ. Một lối sống lành mạnh bao gồm tập thể dục mỗi ngày cùng với việc ăn uống lành mạnh, lối sống lành mạnh có thể làm giảm nguy cơ mắc các bệnh như béo phì, bệnh tim, tiểu đường loại 2, tăng huyết áp và ung thư.

## Chế độ

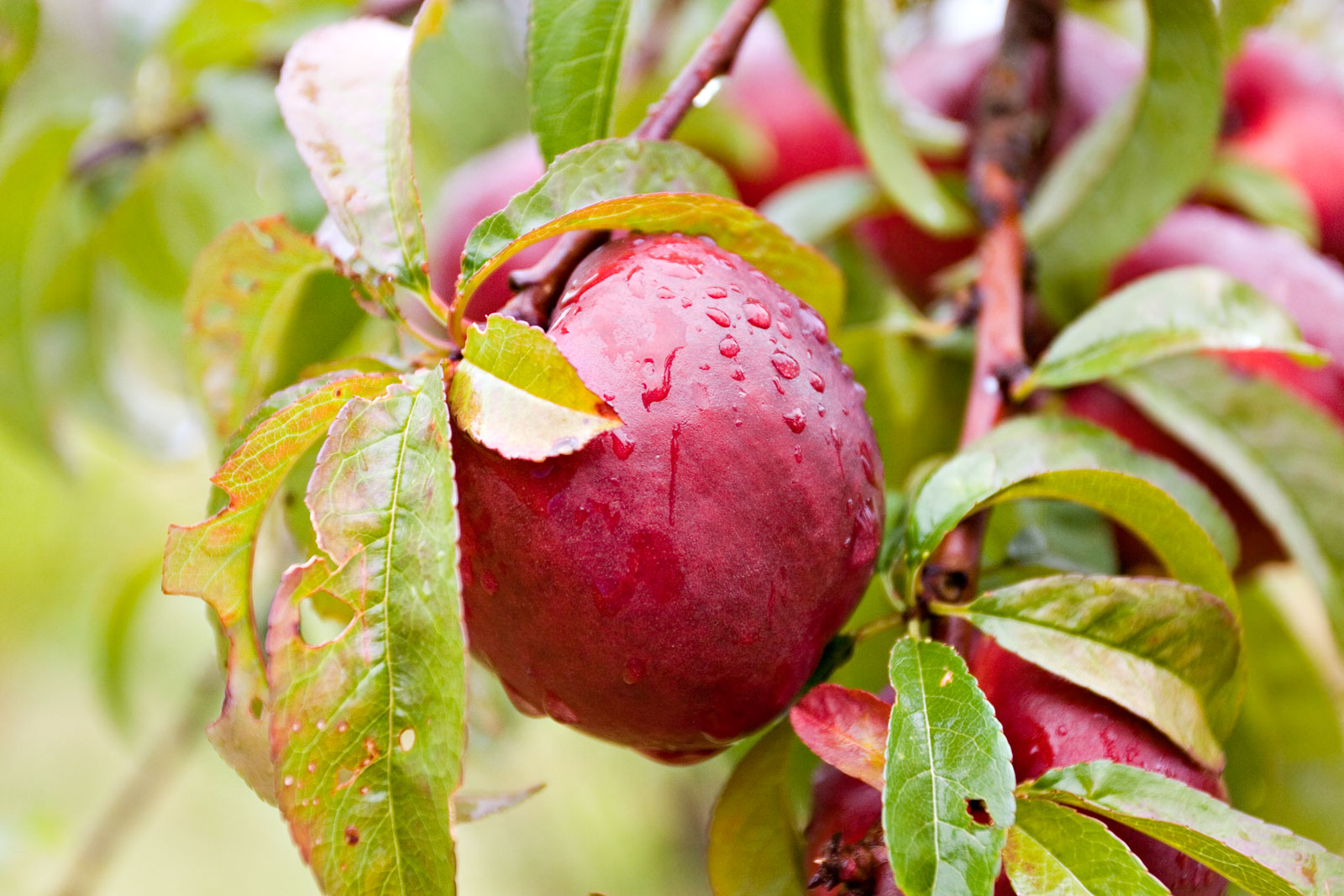
Các thực phẩm có nguồn gốc tự nhiên như trái cây tươi là thành phần quan trọng trong nhóm thực phẩm lành mạnh

Đối với những người khỏe mạnh, một chế độ ăn uống lành mạnh không phức tạp và cầu kỳ, và chứa hầu hết các loại trái cây và rau quả, bao gồm ít hoặc không có thức ăn chế biến sẵn và đồ uống có đường. Các yêu cầu cho một chế độ ăn uống lành mạnh có thể được đáp ứng từ một loạt các thực phẩm nguồn gốc thực vật và một vài loại động vật. Thực phẩm lành mạnh là thực phẩm có hàm lượng cao các loại vitamin, khoáng chất và hoạt chất tự nhiên, những dưỡng chất quan trọng, dù chỉ cần hấp thu một lượng nhỏ nhưng cũng không thể thiếu và ăn uống lành mạnh là việc đảm bảo ăn nhiều loại thức ăn từ bốn nhóm thực phẩm chính để cân bằng dưỡng chất và duy trì sức khỏe.
Thực phẩm từ thực vật lành mạnh bao gồm ngũ cốc nguyên hạt, trái cây, rau, hạt có vỏ cứng, đậu, dầu thực vật, trà và cà phê. Ít lành mạnh như nước ép trái cây, nước ngọt, ngũ cốc tinh chế, mì ống, khoai tây, kẹo và món tráng miệng. Nhưng cũng không nên ăn chay bằng thực phẩm chiên giòn. Mọi người thường mặc nhiên coi ăn chay là lành mạnh, mọi người đừng trở thành những người ăn chay bằng đồ ăn chiên giòn. Nếu ăn chay, nhưng lại ăn nhiều khoai tây chiên, các loại carbonhydrat tinh chế như bánh mì trắng, cơm trắng, thì điều đó là không lành mạnh. Ngoài việc tránh những loại thực phẩm này, cũng cần chú trọng trái cây và rau. Không phải nước trái cây mà là trái cây nguyên quả. Và hạt có vỏ cứng.

## Lợi ích

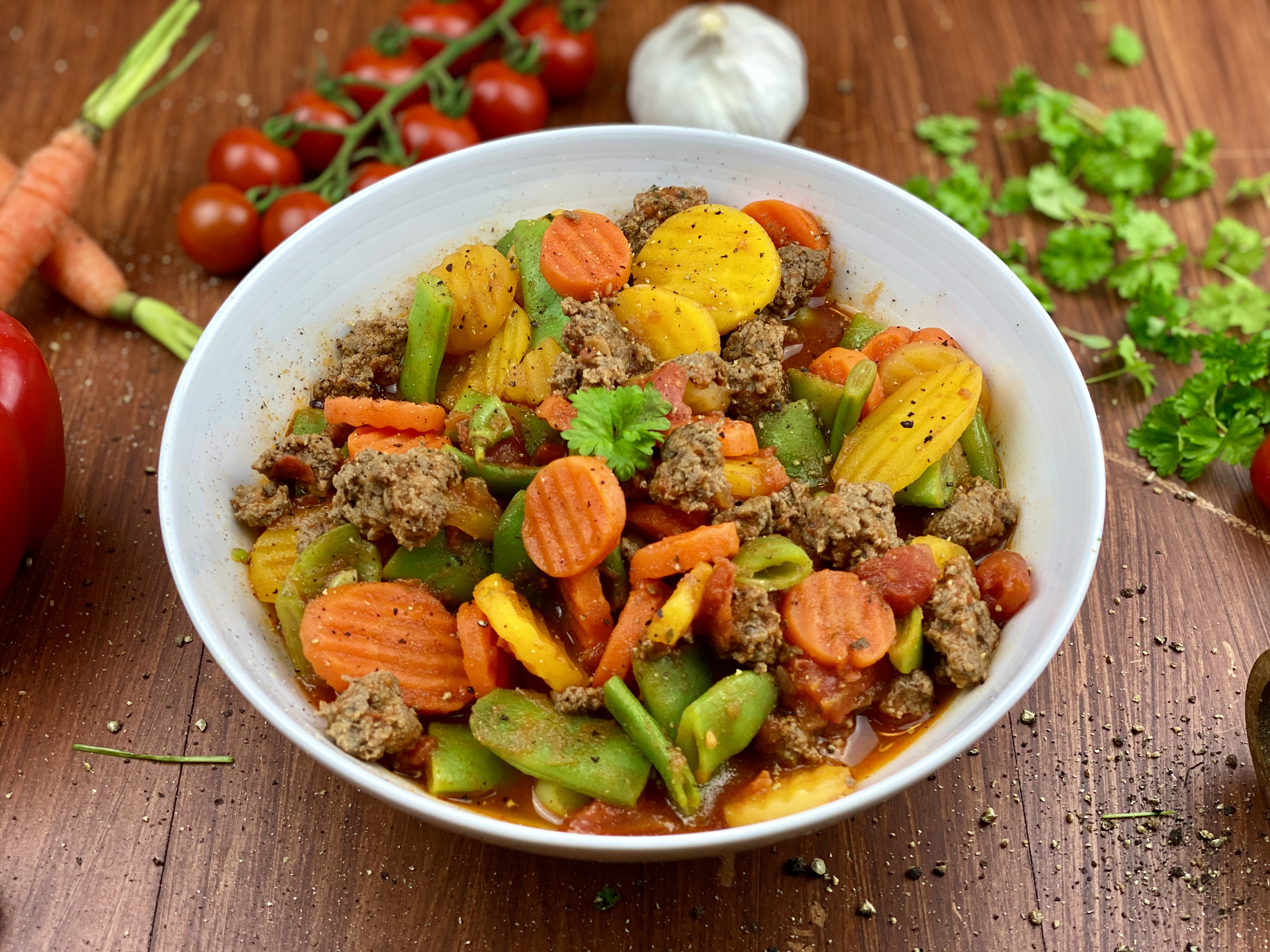
Một bữa ăn lành mạnh

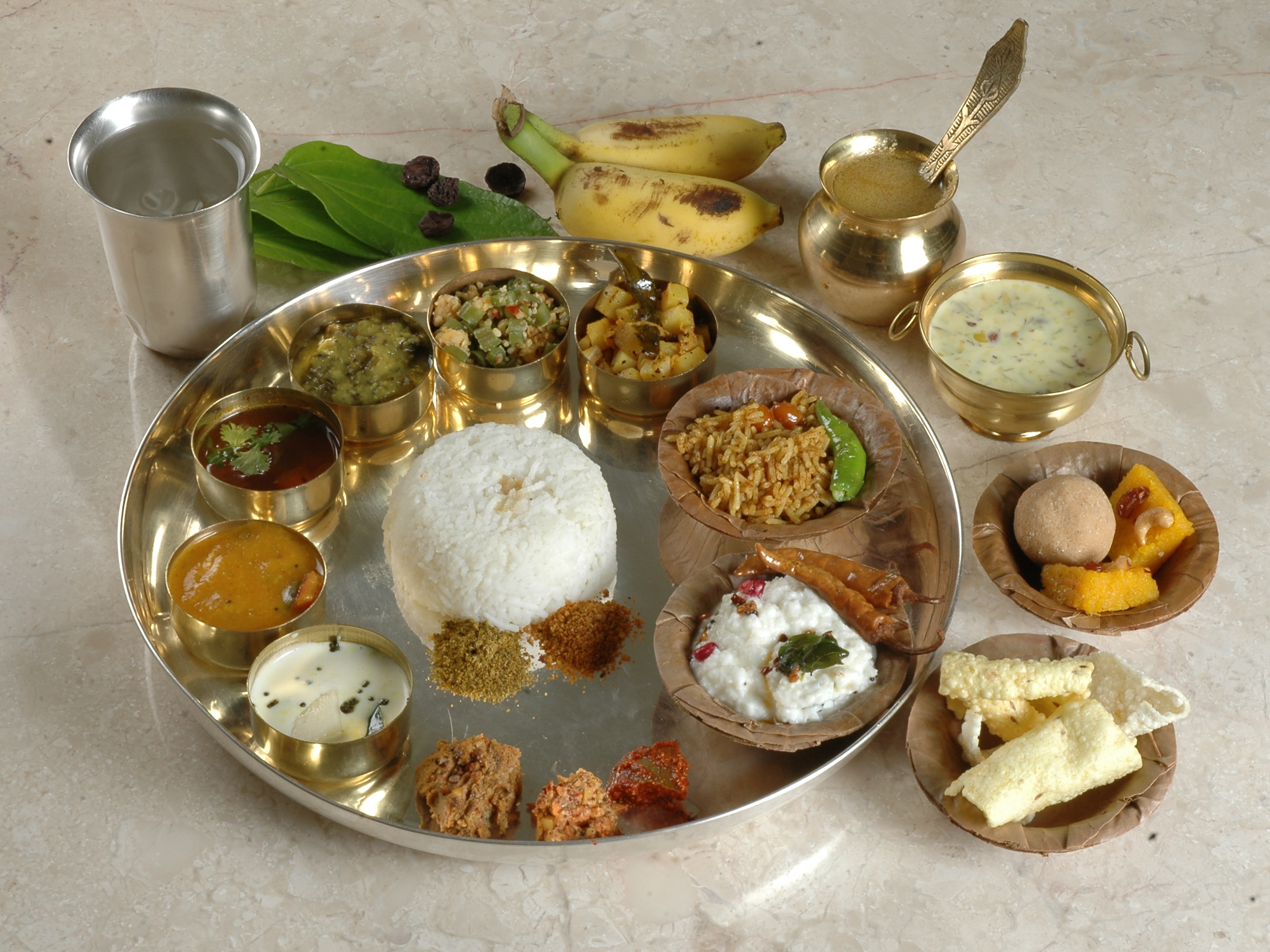
Một bữa ăn chay ở Ấn Độ

Chế độ ăn uống tốt cùng với việc tập luyện tích cực cũng góp phần làm giảm nguy cơ bệnh tật và duy trì một thể trạng khỏe mạnh. Ăn uống lành mạnh nói tới chế độ và thói quen ăn uống tạo và duy trì sức khỏe bền vững cho cơ thể con người. Ăn uống lành mạnh từ lâu đã là chủ đề nghiên cứu, tuyên truyền và giáo dục của các chính phủ, tổ chức và cộng đồng. Ăn uống lành mạnh không chỉ tạo ra cơ thể khỏe mạnh mà còn ngăn ngừa rất nhiều các loại bệnh nghiêm trọng cho cơ thể phổ biến trên thế giới, như béo phì, tim mạch, tiểu đường, ung thư. Ăn uống lành mạnh bao trùm cả ăn kiêng lành mạnh và ăn uống vệ sinh an toàn thực phẩm.
Mặc dù tùy theo thể trạng và hoạt động, chế độ ăn của từng người có thể khác nhau, tuy nhiên, cũng có những công thức chung cho chế độ ăn uống lành mạnh. Từ 3000 năm trước Công nguyên, đã có những tài liệu nhắc tới nghiên cứu khoa học về dinh dưỡng, khoảng 400 năm trước Công nguyên, Hippocrates đã từng nói, "Hãy để thức ăn là thuốc và thuốc là thức ăn" Mỗi năm ở Việt Nam có khoảng 75.000 người chết vì ung thư, với nguyên nhân chủ yếu từ ăn uống và ô nhiễm hóa chất.
Những người ăn thực phẩm có nguồn gốc thực vật lành mạnh hơn có nguy cơ mắc bệnh tim thấp hơn 25%, trong khi những người ăn thực phẩm thực vật không lành mạnh có nguy cơ cao hơn 32%, người ăn chay ít bị bệnh tiểu đường týp 2 hơn 2 lần so với những người không ăn chay. Trong nghiên cứu so sánh chế độ ăn chay và không ăn chay, những người ăn chay có mức đường huyết tốt hơn và giảm cân nhiều hơn. Chế độ ăn chú trọng thực phẩm từ thực vật và ít thực phẩm từ động vật có liên quan với giảm 20% khả năng bị tiểu đường. Chế độ ăn chú trọng thực phẩm từ thực vật lành mạnh làm giảm 34% nguy cơ mắc bệnh tiểu đường, trong khi chế độ ăn ít thực phẩm từ thực vật lành mạnh thực sự làm tăng 16% nguy cơ mắc bệnh tiểu đường.